# Arroz zambito
El arroz zambito es un postre peruano típico de la gastronomía limeña y derivado del arroz con leche. Su principal diferencia respecto a este último es que al arroz zambito se le añade chancaca. En el siglo XIX era ofrecido por vendedores ambulantes, generalmente afroperuanas.

## Descripción
Es un plato que sigue prácticamente el mismo procedimiento de preparación que el arroz con leche, solo que se le agrega pecanas o nueces, coquito chileno, pasas rubias, coco rallado y, principalmente, chancaca. Este último ingrediente, que es usado también para la elaboración de la miel que acompaña los picarones, es el encargado de darle al preparado su característico color marrón, el cual a su vez hizo que el pueblo empezase a llamarlo "zambito" por la coloración parda del platillo.